# Darevskia armeniaca
Darevskia armeniaca är en ödleart som beskrevs av Mehelÿ 1909. Darevskia armeniaca ingår i släktet Darevskia och familjen lacertider. Inga underarter finns listade i Catalogue of Life.
Arten förekommer i Kaukasus utlöpare i Armenien, Azerbajdzjan och Turkiet. Den introducerades dessutom i Ukraina. Honor lägger 3 till 4 ägg per tillfälle. Förökningen kan ske genom partenogenes (jungfrufödsel). Den lever i områden mellan 1500 och 2500 meter över havet. Exemplaren vistas i klippiga regioner med gräs och annan låg växtlighet. Stora honor kan lägga ägg vid två tillfällen under sommaren. Äggen kläcks efter cirka 55 dagar. Darevskia armeniaca håller fram till mars dvala.
Begränsade populationer hotas av intensivt bruk av betesmarker. Hela populationen anses vara stabil. IUCN kategoriserar arten globalt som livskraftig.